# Jahorina
Jahorina (în sârbă Јахорина, pronunțat [jâxɔrina]) este un munte din Bosnia și Herțegovina, situat în zona geografică de întâlnire a comunelor Pale⁠(d) și Trnovo⁠(d) (din Republica Srpska) și Trnovo⁠(d) (din Federația Bosniei și Herțegovinei). El face parte din Alpii Dinarici, se învecinează cu Muntele Trebević⁠(d) și cu cel mai înalt vârf al său Ogorjelica și are o înălțime de 1.916 metri (6.286 ft), ceea ce-l face al doilea cel mai înalt munte din zona Sarajevo, după Bjelašnica⁠(d), care are o înălțime de 2.067 metri (6.781 ft).
Stațiunea de schi Jahorina⁠(d), situată pe acest munte, a găzduit probele feminine de schi alpin⁠(d) de la Jocurile Olimpice de iarnă din 1984.

## Istorie

### Războiul din Bosnia
În timpul Războiului Civil Bosniac, Republica Srpska⁠(d) a folosit Jahorina ca bază militară în timpul asediului de trei ani al orașului Saraievo⁠(d). Brigada Specială de Poliție⁠(d) a Republicii Srpska a înființat în această zonă un „centru special de pregătire al poliției”. Mulți dintre ofițerii Centrului Jahorina au fost arestați ulterior pentru implicarea lor în Masacrul de la Srebrenica (iulie 1995), mai ales în cursul uneia dintre ultimele faze ale masacrului, Masacrul de la Kravica⁠(d).

### Secolul al XXI-lea
Poliția Bosniacă Sârbă ar fi efectuat în toamna anului 2021, sub îndrumarea conducătorului politic bosniac sârb Milorad Dodik, o serie de exerciții „antiteroriste” în zonă în numele Republicii Srpska, stârnind controverse. Criticii l-au acuzat pe Dodik că amenință pacea și stabilitatea politică a Bosniei, în timp ce susținătorii săi au afirmat că efectuarea acelor exerciții este legală. Această operațiune a avut loc în timpul unei crize politice din Bosnia, ceea ce l-a determinat pe Dodik să răspundă că planul pentru exerciții fusese realizat cu mai mulți ani în urmă și că nu avea nicio legătură cu tensiunile politice actuale din Bosnia.

## Stațiune de schi
Stațiunea de schi Jahorina⁠(d) este situată pe versanțiii muntelui Jahorina. Ea este cea mai mare și cea mai populară stațiune de schi din Bosnia și Herțegovina, fiind o destinație turistică importantă pentru practicanții de schi alpin, snowboarding, drumeții și săniuș.

## Prezența minelor
Jahorina a fost o zonă de importanță strategică majoră în timpul Războiului din Bosnia. Unele zone ale muntelui, inclusiv zonele din apropierea stațiunii de schi, conțin încă mine terestre. După război au fost efectuate activități extinse de deminare. Schiatul în zona stațiunii Jahorina este ferit de risc, iar zonele din exteriorul stațiunii sunt semnalizate cu indicatoare ce conțin un craniu și oase încrucișate. Unele pante din afara pistei de schi au fost minate în timpul războiului și continuă să fie riscante. Pe 30 octombrie 2011 un parapantist sloven a fost grav rănit pe Muntele Jahorina atunci când a aterizat din greșeală pe un teren minat.